# James Lindsay Almond
James Lindsay Almond, Jr., född 15 juni 1898 i Charlottesville, Virginia, död 15 april 1986 i Richmond, Virginia, var en amerikansk demokratisk politiker och jurist. Han var ledamot av USA:s representanthus 1946–1948 och Virginias guvernör 1958–1962.
Almond avlade 1923 juristexamen vid University of Virginia och inledde senare samma år sin karriär som advokat i Roanoke. Han arbetade som åklagare 1930–1933 och som domare 1933–1945. År 1946 fyllnadsvaldes Almond i representanthuset. Han omvaldes sedan för en tvåårig mandatperiod men avgick redan i april 1948 för att tillträda som delstaten Virginias justitieminister. Almond efterträdde 1958 Thomas Bahnson Stanley som guvernör och efterträddes 1962 av Albertis Harrison. Efter 1962 arbetade Almond som domare i United States Court of Customs and Patent Appeals (CCPA). År 1982 blev han utnämnd till en annan federal appellationsdomstol som ersatte CCPA. I det skedet var Almond inte längre en aktiv domare utan hade seniorstatus sedan 1 mars 1973. Seniorstatus är ett alternativ i det amerikanska federala domstolssystemet för sådana domare som i stället för att pensionera sig då och då fortsätter att ta sig an uppdrag av domstolen på frivillig basis.
Lutheranen Almond avled 1986 och gravsattes på begravningsplatsen Evergreen Burial Park i Roanoke.